# Ti bois de senteur
Pour les articles homonymes, voir Bois de senteur.
Croton mauritianus
Espèce
Classification APG III (2009)
Le ti bois de senteur (Croton mauritianus) est une espèce de plantes à fleurs du genre Croton et de la famille des Euphorbiaceae. Elle est endémique des Mascareignes (trouvée sur l'île Maurice et de l'île de La Réunion, département d'outre-mer français dans le sud-ouest de l'océan Indien).

## Synonymes
- Halecus mauritianus (Lam.) Raf.
- Klotzschiphytum mauritianum (Lam.) Baill.
- Oxydectes mauritiana (Lam.) Kuntze
- Croton mauritianus Stadtm. ex Willemet (nom illégitime)
- Croton canescens Bojer

## Remarque
Croton mauritianus Lam. ne doit pas être confondue avec Croton mauritianus Thouars ex Baill., nom illégitime synonyme de Croton tiliifolius Lam.